# Польская философия
Польская философия (пол. Filozofia polska) — национальная философская традиция в рамках европейской философии, совокупность философских произведений, созданных этническими поляками, написанных на польском языке, а также написанных на территории Польского государства. Принадлежит к европейской интеллектуальной культуре.

## Общая информация
Философская традиция в Польше уходит корнями в эпоху Средневековья. С XIV века доминирующим течением философской мысли становится схоластика, а центром философии — Краковская Академия (позже ставшая Ягеллонским университетом). Философские труды писались по-латыни, а сама философия была неоригинальной — в ней с некоторым опозданием лишь отражались достижения интеллектуальных течений философской мысли Западной Европы. В XV веке философия в Польше становится более самостоятельной с появлением в польском языке собственной философской лексики. Первые качественные переводы трудов античных философов появились в XVI веке. На рубеже XV и XVI веков в Польшу проникают ренессансные течения, идеи гуманизма, стоицизма и обновлённая схоластика. Быстро развивалась натурфилософия, самым известным представителем которой был Николай Коперник. Большое влияние на оживление интеллектуальных дискуссий оказала Реформация. В 1579 году в Польшу прибыл унитарианин Фауст Социн, сторонников которого здесь называли «польскими братьями». Их труды были широко известны (хоть и воспринимались весьма критически) и за пределами Речи Посполитой. Начатая Тридентским собором католическая контрреформация старалась отвечать на интеллектуальные вызовы протестантизма, в том числе при помощи глубокой философской рефлексии. Философская дискуссия касалась не только религии, но также и метафизики, этики и политической философии. Формирование шляхетской демократии и религиозные споры стали источниками оригинальных идей, выразителями которых были Анджей Фрич-Моджевский, Станислав Ореховский и Пётр Скарга.
В XVII веке Себастьян Петрици выполнил перевод трудов Аристотеля на польский язык, заложив основы польскоязычной философской традиции. С усилением культуры сарматизма философия теряла прежнее значение. Политическая философия сводилась к оправданию шляхетской демократии (Лукаш Опалинский, Андрей Максимилиан Фредро). В других направлениях философии доминировала схоластика.
С прогрессирующим упадком государства начали бороться в XVIII веке, соединяя план общественно-политических реформ с идеями Просвещения. Польская философия эпохи Просвещения имела планы радикальных реформ в государстве и обществе. Помимо перестройки общественных институтов, планировалось развивать школьное образование, а также приближение польской культуры к идеалам Просвещения. Польская философия в эту эпоху столкнулась с актуальными течениями французской, немецкой и английской философии. Появился французский рационализм, английский эмпиризм, позднее также философия Иммануила Канта. Самые известные философы этой эпохи были также известными учёными и политиками (Гуго Коллонтай, Станислав Сташиц и Ян Снядецкий).
Разделы Речи Посполитой коренным образом изменили общественно-политическую ситуацию у поляков, однако до 1830-х годов в философии доминировали идеи, связанные с Просвещением. Постепенно они уступали идеям романтизма. Изначально философия романтизма вдохновлялась идеями немецкой философии, но с тридцатых годов XIX века старалась всё больше подчёркивать свою оригинальность. Наиболее значительным течением того времени был мессианизм, объединяющий философские, политические и религиозные идеи. Он находил отражение как в философских трудах, так и в литературных произведениях. Самые известные представители течения — Юзеф Вроньский, Август Цешковский, Адам Мицкевич, Юлиуш Словацкий и Анджей Товяньский. Мессианская мысль возникла как идеология угнетённого народа, ищущего обоснования своего морального превосходства и возможности восстановления независимости. Мессианизм оказал огромное влияние на польскую культуру.
После неудачного январского восстания романтизм стал терять свои позиции, постепенно уступая позитивизму. Это было широкое культурное и литературное течение, лишь отчасти имеющее отношение к философии. Позитивисты частично восстановили интерес к программам Просвещения, они делали акцент на общественные реформы, научное мировоззрение, распространение образования и ценность труда. В отличие от романтизма, развивавшегося за пределами общественных организаций, позитивизм находит поддержку в школах (особенно в Варшавской главной школе) и журналах (в 1897 году выходит «Przegłąd Filozoficzny», первый философский журнал в Польше).
К концу XIX века растёт критическое отношение к позитивизму (определяемое также как модернизм). Вновь актуализируется мессианизм (Винценты Лютославский), появляются социалистические и марксистские идеи (Болеслав Лимановский, Казимеж Келлес-Крауз, Роза Люксембург). Высокой оригинальностью отличаются труды Станислава Бжозовского. В Львовском университете (Австро-Венгрия) в 1895 году начинает преподавать Казимеж Твардовский, что становится значительной вехой в истории польской философии.
Твардовский, будучи преподавателем, собрал вокруг себя большую группу студентов и сотрудников университета, которую через некоторое время стали рассматривать как философскую школу. После восстановления независимости Польши в 1918 году часть этих людей переехало в Варшаву, и философское объединение получило название «львовско-варшавская школа». В неё входили Ян Лукасевич, Владислав Витвицкий, Казимеж Айдукевич, Тадеуш Тшежовский, Тадеуш Котарбинский, Зыгмунт Завирский, Станислав Лесьневский, Владислав Татаркевич, Мария и Станислав Оссовские. Львовско-варшавская школа стала известна во всём мире благодаря своему вкладу в области логики, хотя вклад школы и в другие области философии также значителен. Школа продолжала работу на протяжении всего периода Второй Республики; начало Второй Мировой войны, ставшее причиной смерти или эмиграции большинства участников школы, привело к прекращению её деятельности. Школа оказала влияние на всю позднейшую польскую культуру.
Помимо львовско-варшавской школы, в довоенный период развивалась также феноменология (представителем которой был Роман Ингарден, ученик Гуссерля) и неосхоластика. Некоторые авторы работали в духе, позднее определённом как катастрофизм (Мариан Здзеховский, Станислав Игнацы Виткевич). Творчество некоторых авторов этого периода не относится ни к одному направлению (Леон Хвистек и Людвик Флек).
После Второй мировой войны власть перешла Коммунистической партии, и в качестве официальной философской идеологии был утверждён марксизм. Философские факультеты в университетах закрывались, учёные-философы, работавшие до войны, отстранялись от научной и преподавательской деятельности. Не-марксистская философия подвергалась цензуре, возможности её развития ограничивались. Исключение составлял Люблинский католический университет, сохранивший большую степень автономии и преподававший не-марксистскую философию (прежде всего в духе неотомизма).
После политических перемен 1989 года философия в Польше вновь получила возможность свободного развития.

## Определение понятия
Понятие польской философии не является строгим и зависит от контекста. В работах на философскую тематику встречается несколько терминов: «польская философия», «философия в Польше», «польская мысль», «философская мысль в Польше». Они используются как синонимы или же в них могут вкладываться несколько разные смыслы. В частности, «польская философия» может означать определённую философскую традицию с характерными чертами, отличающими её от других национальных философских традиций. Однако эти черты становятся доступными для выделения лишь с определённого момента (например, по мнению Генриха Струве, лишь с XIX столетия).
Отсутствие единства в определении также следует из того, что на территории Польши работали философы других национальных традиций, пишущие не на польском языке, иностранцы, а также лица смешанного происхождения. Ситуацию усложняет также и то, что в период, когда Польша была разделена, строго говоря, нельзя говорить о «философии в Польше». В определение этого понятия также включается деятельность и многих философов, работавших в других странах (Германии, России, Франции, США). Часть трудов, включающихся также в польскую философию, была написана не на польском языке, а, к примеру, до XVII века — на латыни, а позже — на французском, немецком, русском или английском языках (из чего следует, что нельзя говорить о «польскоязычной философии»).

## История

### Средневековье

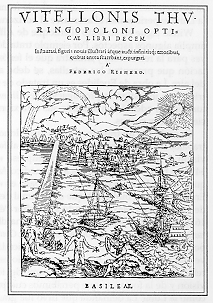
Титульная страница труда Витело «Оптика». Базель, 1572

Вплоть до XII века в Польше не было собственной философской традиции, письменная традиция в целом была не очень развита. В XIII веке стали появляться первые труды, затрагивающие философские проблемы, а их авторами были либо работающие в Польше люди иностранного происхождения, либо поляки, получившие образование в Западной Европе. В начале XIII века появилась «Хроника Викентия Кадлубка», первый значимый труд, в котором поднималась моральная проблематика. Работающий во второй половине XIII века силезец Витело написал труды на натурфилософскую тематику, берущие исток в философии неоплатонизма, соединённой с аристотелизмом. Витело считается первым настоящим философом, происходящим из польских земель.
Интеллектуальная жизнь оживилась с открытием в Праге Карлова университета (1348), а чуть позднее — Краковской академии (1364). Благодаря последней, хоть и проработавшей недолго, в Польше началось распространение схоластики. Оно было продолжено в 1400 году, когда академия была восстановлена. Сильные связи польской научной жизни с Прагой продлятся всю эпоху Средневековья. Создание в Польше университета, в котором преподавалась философия, имело огромное значение для зарождения польской философской традиции. Выдающимся теологом той эпохи был Матвей Краковский, получивший образование в Праге, сделавший много для восстановления университета и преподававший в Праге и Гейдельберге. В своих трудах он поднимал моральную и религиозную тематику, с некоторыми элементами метафизики. Другим известным философом той эпохи был Ян Остророг.
В XV веке в Польше работали представители обеих ветвей поздней схоластики. Ветвь Via moderna представлена такими философами, как Станислав из Скальбмежа, Николай из Гожкова, Анджей из Кокожина, Якуб из Йютербога, Павел из Ворчина и Бенедикт Хессе. Представителями во второй половине XV века ветвь via antiqua были Ян Глоговчик и Якуб из Гостынина. Такое направление в философии, как скотизм, было представлено Михаилом Бреславским и Яном из Стобниц. Via moderna развивалась также благодаря работе Яна Шиллинга. Оба течения схоластики опирались на комментирование в разной форме трудов Аристотеля. В библиотеке Краковского университета (Ягеллонского) сохранилось несколько сотен рукописей, относящихся к периоду позднего Средневековья и Возрождения и являющихся комментариями трудов Аристотеля.
Лекторы Ягеллонского университета играли важную роль в управлении и дипломатии польского государства того времени. В результате юридического спора с Тевтонским орденом возникли оригинальные политические концепции Станислава из Скальбмежа (идея справедливой войны) и Павла Влодковица (идеи терпимости к язычникам, законы мирного сосуществования), которые являются предшественниками концепций современного международного права.

### Ренессанс
В связи с повсеместным использованием латыни и свободным обменом философской мыслью между странами всей Европы, нельзя говорить об отдельных, национальных философских традициях. Они сформировались уже в эпоху Возрождения, вместе с постепенным формированием национальных языков. С этого момента можно говорить о в строгом смысле польской философии. Латынь, тем временем очищенная от средневековых лексических искажений путём сверки с античными первоисточниками, всё ещё остаётся главным языком научных текстов. Постепенно, благодаря переводам и оригинальным трудам, формируется польская философская лексика. В работах многих авторов латинская и польская лексика сосуществуют, и слова латинского и польского происхождения получают несколько различные оттенки значения. Например, Лукаш Горницкий указывал на отличие между словами filozof (философ) и mędrec (мудрец).
Важнейшим философом оставался Аристотель. Всё чаще стали обращаться к его оригинальным текстам, написанным на латыни и древнегреческом. Курс аристотелевской философии в Краковском университете читал Лукаш из Нового Места. Помимо остающегося популярным схоластического аристотелизма, развивалось также новое течение фабризм, опирающееся на труды Якоба Фабера, представителями которого были Ян Шиллинг и Гжегож из Ставишына. Последний, будучи ректором Краковской Академии, в 1536 году провёл реформу преподавания философии, заменив написанный в IV веке учебник логики Элия Доната изданной в 1533 «Диалектикой» Яна Цезариуса, представляющей современную трактовку ренессансного аристотелизма. Фабризм открыл путь к последующим переводам писем Аристотеля на польский язык. Первым переводчиком Аристотеля на польский язык был схоласт Анджей Глабэр из Кобылина. В 1535 году он издал труд «Gadki o składności członków człowieczych z Arystotelesa i też inszych mędrców wybrane», содержащий фрагменты медицинских трудов Аристотеля. Полные переводы (их автор Себастьян Петрици) появились лишь в следующую эпоху.
Гуманизм в Польшу был привнесён из Италии в XV веке львовским католическим архиепископом Григорием Сяноцким, а также ректором Краковской академии Яном из Домбрувки. Григорий Сяноцкий принимал у себя знаменитые умы эпохи, он был противником схоластики и сторонником изучения оригинальных текстов античных авторов, а также изучения более практичных и полезных наук. Его жизнь и взгляды отразил его ученик, по происхождению итальянец, Филипп Каллимах, написавший его биографию. Ян из Домбрувки известен своим комментарием к «Сентенциям в четырёх книгах» Петра Ломбардского, а также новаторским взглядом на историографию. В его лекциях о «Хронике» Кадлубка поднимаются и исследуются проблемы риторики, этики и политической философии.
Другим важным философским течением был стоицизм, особенно в виде христианского неостоицизма Юста Липсия. Якуб Горский в своей «Диалектике» (1563 год) соединял идеи стоицизма с аристотелизмом. В свою очередь профессор Замойской Академии, Адам Бурский, помимо стоицизма поддерживал эмпиризм и применение индуктивного метода.
В 1520-е годы до Польши доходят идеи Реформации. Связанные с ней авторы оставили оригинальное и разнообразное наследие в областях теологии, этики и политической философии. Предтечей философских трудов стали произведения Миколая Рея, писавшего моралите, в которых древние философы и мудрецы учили добродетельной жизни. Наиболее значимые философские произведения появились в области польского антитринитаризма (польские братья, или ариане), сформировавшегося в 1560-х годах. Позже их также называли социнянами от имени унитарианина Фауста Социна, эмигрировавшего в 1579 году из Италии в Польшу по религиозным причинам. Польские братья (Григорий Павел из Бжезин, Пётр из Гонёндза, Симон Будный) отличались радикализмом теологической и общественной мысли (пацифизм), за что подвергались острой критике как со стороны католиков, так и со стороны других протестантов, в результате чего они оказались изгнаны в 1660. Творчество польских братьев была известно по всей Европе (особенно в XVII веке), оно повлияло на формирование лютеранства и кальвинизма, а также стало одним из источников для развития европейского Просвещения. Развитие протестантизма столкнулось с католической реакцией в виде Контрреформации (начиная с Тридентского собора в 1545—1563), которая пыталась дать ответ на интеллектуальные вызовы нового времени. Контрреформационный характер имело открытие в Вильне Виленской академии, которая позднее будет реорганизована в Виленский университет, главный центр интеллектуальной и философской жизни в Литве.
Отличительной чертой философии Ренессанса было бурное развитие натурфилософии, закладывающее фундамент современной науки. Известнейшим деятелем того времени был Николай Коперник, труд которого имел огромное влияние на развитие всей западной науки и философии. Хотя сам Коперник не считался философом, его труд «О вращении небесных сфер» имел характер рациональной спекуляции и был сильно укоренён в философской традиции ренессансного платонизма, противопоставляющего себя аристотелизму. Коперник противопоставил традиционному, геоцентрическому, образу Вселенной свою, гелиоцентрическую модель, меняя взгляд на место Земли и человека во Вселенной (коперниковская революция).
Эпоха Возрождения в Польше — это ключевой период формирования шляхетской демократии, что влияло на возникновение оригинальных политический идей и концепций общественного устройства. Помимо перемен в устройстве общества, на развитие политической мысли влияла также Реформация, критикующая иерархичность и централизованность католической церкви. Реформация способствовала выработке идей религиозной терпимости (выражением которых было принятие Варшавской конфедерации в 1573 году), а также выработке идеи о самоуправляющихся политических и религиозных объединениях.
Наибольшее значение имели два писателя, занимающие противоположные позиции в религиозно-политическом споре — Станислав Ореховский и Анджей Фрич-Моджевский. Фрич-Моджевский (важнейшее произведение которого — De Republica emendanda) был связан со шляхетским экзекуционным движением. Он подвергал критике общественное устройство Речи Посполитой, защищал крестьян от угнетений шляхты и предлагал реформу Церкви. Его труды цензурировались в Польше, а сам он подвергался репрессиям. Сегодня он считается величайшим публицистом-гуманистом той эпохи. Его произведения знали и комментировали за границей, как среди католических авторов (Жан Боден), так и протестантских.
Творчество Фрича-Моджевского остро критиковали писатели-контрреформаторы, среди которых особенно заметна критика Станислава Ореховского. Сначала он был сторонником реформ, но постепенно перешёл на позиции их противника. Соединив Аристотеля с контрреформационной католической мыслью, он стал важнейшим консервативным писателем, частично повлияв на становление характерной для польской шляхты политической культуры (идеи золотых шляхетских вольностей, или шляхетского республиканизма). Ореховский восхвалял строй Речи Посполитой, считая его идеальным, а общественная иерархия и неравенство для него были отражением небесной иерархии. Другими важными писателями эпохи были Лукаш Горницкий, Кшиштоф Варшевицкий и Лаврентий (Вавжинец) Гослицкий.
Также в то время творил и Пётр Скарга, Kazania sejmowe (Речи для сейма) которого считались представителями романтизма пророческими, предсказывающими разложение общественных институтов Речи Посполитой и её упадок. В действительности же эти речи никогда не произносились в сейме (это была лишь литературная стилизация), а изданные в виде книги они не получили отклика в обществе. С точки зрения политики, труд Скарги заявлял о необходимости сильной политической власти (фактически абсолютизма), в нём критикуются шляхетские вольности и религиозная толерантность (противопоставляя ей возрождение морали и тесную связь государства с католической церковью).

### XVII век
Главным центром преподавания философии оставался Краковский университет. В 1603 году ректор университета Миколай Доброцешский провёл реформу, в результате которой аристотелизм в его томистической интерпретации стал официальной идеологией этого учебного заведения. Такая же ситуация была в Львовском и Виленском университетах. В Замойской академии, основанной в 1595 году, программа преподавалась более эклектичная, антисхоластическая, вдохновлённая больше новыми течениями эпохи Ренессанса (среди прочих в Замойской академии преподавал Адам Бурский).
Высокого уровня достигло протестантское образование. Академическая гимназия в Торуни (с 1660 года ею руководил Heinrich Schaevius) вводила в свою программу новейшие достижения натурфилософской мысли (впервые в Польше там были прочитаны лекции по физике Декарта). Эти нововведения вызвали протест городского совета, и на некоторое время вернулись к традиционным философским течениям. Получила известность академическая гимназия в Лешне, когда в первые десятилетия XVII века в городе появились чешские братья, религиозные эмигранты из Богемии и Моравии. Самым известным из них был Ян Амос Коменский, педагог, автор религиозных трактатов и учебников религии. С Лешном связано было также имя Яна Йонстона, врача и естествоиспытателя, сторонника теорий Бэкона. Его труд Naturae constantia, в котором нашли отражение философский геометрический метод и пантеизм, мог оказать влияние на Спинозу. Во время шведского потопа город Лешно пострадал от пожара, а большинство чешских братьев эмигрировало (сам Коменский переехал в Амстердам). За пределами Речи Посполитой была также известна гимназия в Ракове, центр социнианского движения, выделившегося из движения «польских братьев» (Анджей Вишоватый, Йоахим Стегманн, Самуэль Пшипковский, Йонаш Шлихтынг). С точки зрения философии существенны их рассуждения о проблеме рациональности религии, критика физики Аристотеля, а также влияние, которое оказали их работы на развитие европейской философии. Их труды были известны и находили как критиков, так и сторонников по всей Европе и повлияли на Гуго Гроция, Пьера Бейля, Готфрида Лейбница и Джона Локка.
Труды Аристотеля на польский язык были переведены и прокомментированы Себастьяном Петрици, который также считается главным создателем польской философской лексики. Петрици перевёл с латинского языка и прокомментировал «Экономику», «Политику» и «Этику» Аристотеля. Эти переводы были одними из первых переводов на вернакулярные (народные, в отличие от языков богослужения) языки, они были сделаны раньше, чем переводы на английский, немецкий или испанский языки.
Также в этом веке получила распространение политическая публицистика, затрагивающая важные вопросы этики и политической философии. К известным её авторам относятся Лукаш Опалинский и Андрей Максимилиан Фредро. Работы Опалинского легитимизировали государственное устройство Речи Посполитой (шляхетская демократия). Фредро тоже был апологетом строя, поднимая также моральную проблематику. Его труд Monita politico-moralia был известен во всей Европе, выдержал несколько десятков изданий.

### Эпоха Просвещения
Просвещение пришло в Речь Посполитую с некоторым опозданием. Считается, что эпоха Просвещения длилась с середины XVIII века (влияние началось ещё раньше) до, позднее всего, 30-х годов XIX века.
Отличительной чертой польской философии Просвещения является тесная её связь со значительными общественными и политическими переменами. Просвещение отождествлялось с тем политическим крылом, которое хотело перемен и реформ в Речи Посполитой. В соответствии с философией Просвещения старались изменить все стороны жизни в стране. Помимо политических реформ, на философию повлияли также широкомасштабные реформы образования. Обучение в духе схоластики было прекращено, распространение получили эмпиризм и сенсуализм. В учебных заведениях под надзором Эдукационной комиссии отказались от традиционного курса философии, естественные науки стали изучать отдельно от философии, оставили только логику (однако уже не в классическом, а в сенсуалистском понимании) и элементы этики (утилитаризм и естественное право, способствующие получению образования населением), так что в период 1780—1792 годов философия в Польше практически не преподавалась. По заказу Эдукационной комиссии Этьенн де Кондильяк написал свою «Логику» (1779, на польский язык переведена Яном Зноско в 1802), которая должна была использоваться как учебник. «Логика» Кондильяка занималась описанием познания при помощи чувственного опыта, а не формальных правил рассуждения, как в убранной из учебных заведений логике Аристотеля.
Изначально, в Саксонский период, доминировало немецкое влияние, в виде просвещенческой философии Христиана фон Вольфа. Его сторонниками в Польше были придворный врач короля Августа III Лоренц Кристоф Мицлер и член ордена пиаристов Казимир Нарбут. Всё большее признание с 70-х годов XVIII века получила французская философия и эмпиризм Джона Локка. В этот период также работали философы, которых ассоциируют обычно с польской философией Просвещения — Гуго Коллонтай, Станислав Сташиц и Ян Снядецкий. После третьего раздела Речи Посполитой главными авторами остаются Анджей Снядецкий, Адам Игнаций Забеллевич и Кристин Лах-Шырма, сторонники шотландского просвещения, а также Анёл Довгирд, склоняющийся к философии Канта.
В эту эпоху особенное значение приобретает политическая философия. Прогрессирующий кризис и окончательный упадок Речи Посполитой стали причиной возникновения огромного количества работ, авторы которых пытались оценить состояние государства и общества и указать путь выхода из кризиса. Так, например, работой, предлагающей реформы в духе Просвещения, был трактат Głos wolny wolność zabiezpieczający (Вольный глас, обеспечивающий свободу), приписываемый королю Станиславу Лещинскому, но сочинённый кем-то из круга его сторонников, возможно Матеушем Бяллозором. Популярностью пользовался трактат Станислава Конарского O skutecznym rad sposobie (1761—1763), выражающий дух всего лагеря реформаторов. Важные политические тексты писали Коллонтай и Сташиц. Эти тексты касались проблем устройства Речи Посполитой. Авторы пользовались интеллектуальными достижениями других европейских стран, творчески их приспосабливая к польским условиям. Ситуация в Польше также интересовала многих философов в Европе; к примеру, очень критически относился к польским политическим институтам и польской политической культуре Вольтер. Свои проекты реформ для Польши представили Жан-Жак Руссо (трактат «Соображения об образе правления в Польше и о плане его переустройства, составленном в апреле 1771 года») и Габриэль Бонно де Мабли (вёл обширную переписку с участниками Барской конфедерации).

### XIX век

#### Изменение характера философии
Падение Речи Посполитой было явным концом эпохи. С 1800 до 1830 в Польше началась пре-романтическая эпоха, в которой философия играла другую роль и функционировала в совершенно других условиях. В этот период философия развивалась в тени немецкой философии, отражая возникавшие в ней явления.
В начале XIX века сторонники философии здравого рассудка преподавали в Вильне (Анёл Довгирд), Кракове (Юзеф Эмануэль Янковский) и Варшаве (Адам Игнаций Зебеллевич). Кантианство распространяли Юзеф Калясанты Шанявский, а также немцы, работающие в Польше (Михал Вацлав Войгт, Иоганн Генрих Абихт). Страстным поклонником Канта был также князь Феликс Яронский. Продолжателем мыслей Просвещения был Михал Вишневский.
В первой половине XIX века начинается работа по модернизации польской философской лексики, которая устарела по двум причинам: 1) она касалась в основном уже устаревших к тому времени течений, и требовалось обновление в соответствии с нуждами новой философии, и 2) она во многом копировала немецкую философскую лексику. Особую роль в модернизации лексики сыграли Бронислав Фердинанд Трентовский и Кароль Либельт. Получившие образование в Германии, они были убеждены в ценности собственного философского языка для национальной культуры. Участие в модернизации лексики принимали также и другие писатели — представители романтизма. Большая часть выработанной ими лексики ныне в польском языке устарела (например, слово jestestwo, обозначавшее «живое существо» или «бытие, существование»).
После поражения ноябрьского восстания в 1832 году был ликвидирован Виленский университет. Постепенно переводились на немецкий язык обучения университеты в Львове и Кракове. Всё чаще поляки изучали философию за пределами границ бывшей Речи Посполитой (в Австрии, Германии, России, Франции). Это стало причиной развития контактов с западной философией и постепенной утраты черт, присущих именно польской философской мысли. После 1870 года в Галиции, в Львовском и Краковском университетах было частично восстановлено обучение на польском языке, что позволило польской философии продолжать развиваться в этих университетах.

#### Мессианизм
Главным течением эпохи романтизма был польский мессианизм, он переживает период расцвета в период между ноябрьским и январским восстаниями. Подобно другим видам мессианизма, польский мессианизм опирался на идею спасения человечества (эсхатология). В наиболее распространённой форме спасение связывалось с польским народом и происходило в процессе истории (философия истории). Мессианизм объединял в себе философскую, религиозную и политическую мысль. Тема мессианизма находила отражение как в философских трактатах, так и в произведениях художественной литературы того времени (особенно в литературе романтизма). Мессианизм возник как идеология угнетённого народа, ищущего как компенсации собственных поражений (чувство собственного морального превосходства), так и путей выхода из состояния угнетения (мобилизационная функция). Политическая программа мессианизма опиралась на превосходство польского духа и морали, благодаря которым «польский вопрос» должен был быть успешно решён. Мессианизм расцвёл в эпоху романтизма, ставя перед собой цель духовного и религиозного обновления, в противовес как мышлению эпохи Просвещения, так и официальной религии (Католической церкви). Если в мышлении эпохи Просвещения были сильны мотивы эмпиризма и рационализма, то романтизм подчёркивал роль эмоций и воображения.
Польский мессианизм, наравне с французским и немецким, был ярчайшим примером романтического мессианизма. В этом направлении работали прежде всего в польских эмигрантских кругах во Франции (оказавшихся там после поражения ноябрьского восстания). Польский мессианизм — широкое и разнообразное философское течение, каждый конкретный представитель которого мог значительно отличаться от другого. Первым, кто чётко сформулировал в своём творчестве идеи мессианизма, был Юзеф Вроньский (он же был первым, кто употребил этот термин). Это была сложная философская концепция, развиваемая в большом количестве произведений, написанных на французском языке, в которых автор стремится к соединению философии, религии, научных реформ, выяснения цели истории и достижения вершин гуманизма. Мессианизм был «абсолютной философией», выполняющей обещание, данное человечеству Мессией — Иисусом Христом.
Немного другой характер имела мессианская философия Адама Мицкевича, которая из-за своей высокой литературной формы, в которой была подана, а также из-за своей роли в национальной культуре, стала определяющей как для вообще мессианства в польском романтизме, так и для его характерных особенностей. В Третьей части поэмы «Дзяды», «Книгах польского народа и польского пилигримства», а также в «Парижских лекциях» Мицкевич говорил о том, что выдающиеся личности и народы приведут человечество к спасению. Особенная роль в его философии отводилась славянским народам (прежде всего полякам), а также французам. В 1841 году Мицкевич попал под влияние философии Анджея Товяньского, имевшей характер более религиозный и спиритуалистский. Благодаря личной харизме Товяньский собрал вокруг себя некоторых выдающихся деятелей польской культуры, объединённых в Круг Божьего Дела (Koło Sprawy Bożej). Помимо Мицкевича, туда входили Юлиуш Словацкий, Зигмунт Красинский и Северин Гощинский. Их мессианизм был не только идеологией, но и сформированным философско-религиозно-политическим движением, организованным в форме секты. Движение старалось воплощать свои идеи в жизнь, а опыт решения проблем, возникающих в процессе воплощения, включался в идеологию движения.
Независимым течением мессианизма была философия Августа Цешковского, важным элементом которой была философия поступка. Цешковский тесно взаимодействовал с немецкой философией (на немецком языке он издал много своих работ) и стал одним из важнейших представителей раннего гегельянства, имевшего в дальнейшем существенное влияние на развитие философии Карла Маркса. Цешковский работал над созданием собственной историософской системы хилиастического характера. Согласно ей, история человечества делится на три эпохи, из которых третья, эпоха Духа Святого, должна ознаменоваться духовным обновлением человечества, и должна начать господствовать универсальная «религия Параклета». Прогресс происходит путём эволюции и имеет морально-религиозный характер. Другими важными представителями философии гегельянства были участники польских восстаний и двоюродные братья Генрик Каменьский и Эдвард Дембовский.
Другие представители мессианства периода его наибольшего расцвета: Людвик Круликовский (издатель в 1843—1846 мессианского эмигрантского журнала «Христова Польша» (Polska Chrystusowa)), Флориан Бохвиц, Константы Данелевич, Бронислав Трентовский, Кароль Либельт, Циприан Камиль Норвид, а также Элеонора Земенцка (первая польская женщина-философ).

#### Позитивизм
Позитивизм в Польше был течением прежде всего общественным и литературным, но имеющим также и философское измерение. Тенденции позитивизма появились уже в польской философии эпохи Просвещения (особенно у Яна Снядецкого, Коллонтая и Сташица, позже также у Михаила Вишневского). В период романтизма эти тенденции угасли, но в 60-е годы XIX века возродились и к 70-м годам сформировали философию, ставшую основной на этот период и до конца XIX — начала XX веков. На начальном этапе (в период пре-позитивизма) важнейшими авторами были Доминик Шульц и Юзеф Супиньский. Их идеи были переходом от польской мысли эпохи Просвещения к зрелому, варшавскому позитивизму. Они первыми читали и комментировали труды Огюста Конта. Течение позитивизма было активно ещё и в первые годы после восстановления независимости, однако на стыке XIX и XX веков утратило позиции в пользу течений философии модернизма.
Большинство философов этого периода были любителями, а их работы имели в значительной степени публицистический, общественно-политический и популяризаторский характер. Важнейшим центром философии была Варшава, центр варшавского позитивизма. В Варшаве работала Главная варшавская школа (1862—1869), где работали выдающиеся преподаватели, представители позитивизма. После её закрытия позитивизм постепенно перестал быть единым течением, а философия перестала иметь академический характер. Главным журналом изначально был «Пшеглёнд Тыгоднёвы» (Przegląd tygodniowy), позже — «Нива» (Niwa). Другими важными центрами философии были Краков (Ягеллонский университет) и Львов.
В 1897 году начал выходить первый польский философский журнал — «Пшеглёнд Филозофичны» (Przegląd filozoficzny), создателем которого был Владислав Вериго. Журнал был открыт также для философов, не являющихся позитивистами, и для нефилософских текстов (а просто позитивистских или сциентистских). Вериго также основал Польское Товарищество Психологов и Институт Философии в Варшаве.
Польский философский позитивизм был довольно эклектичен и малооригинален. Главными источниками вдохновения были Огюст Конт, Джон Стюарт Милль и Герберт Спенсер. В этот период на польский язык переведены произведения главных учёных и философов эпохи. В условиях отсутствия возможности изучать философию в университетах на родном языке это обеспечивало польскому обществу контакт с современными интеллектуальными течениями и возможность самообразования, а также заложило фундамент развития науки и философии на польском языке.
Самые известные деятели философии той эпохи — Александр Свентоховский, Юлиан Охорович и Владислав Козловский. Психология и социология находились в процессе отделения от философии, работы на эти темы ещё имели заметный философский характер. Охорович был более известен как психолог, чем философ, а Свентоховский — как социолог. Социологом, работы которого имели большое философское значение, был Людвик Гумплович. Международную известность получили работы Леона Петражицкого, сначала пишущего по-русски и по-немецки. Петражицкий занимался философией и социологией права и считается одним из «отцов» этой дисциплины (со своей психологической школой права). Также он издал важные труды по этике и методологии наук.
Работали также учёные, которые, помимо своей исследовательской деятельности, издавали труды на тему философских и методологических обоснований своих наук, например, Бенедикт Дыбовский и Иосиф Нусбаум-Гиларович в области биологии, Самуэль Дикштейн в области математики, Владислав Беганьский в области медицины (польская школа философии медицины), или Мариан Смолуховский в области физики.

#### Другие течения
Позитивизм оставался главным философским течением эпохи, однако помимо него развивались также побочные течения (когда-то связанные с позитивизмом). Например, эмпириокритицизм (Адам Марбург, считающийся некоторыми самым выдающимся философом позитивизма), неокантианство (Юзефа Кжижановска-Кодисова, одна из первых женщин в Европе с титулом доктора философии, а также Мариан Массониус), прагматизм (Владислав Мечислав Козловский, переводчик трудов Уильяма Джеймса). Крупным критиком позитивизма с позиций, близких к позиции немецкой академической философии был Генрик Струве, который был известным историком философии, а также единственным в Варшаве академическим философом во второй половине XIX века.
С издания в 1879 году папой Львом XIII энциклики Aeterni Patris получила развитие неосхоластика (Мариан Игнацы Моравский, Стефан Павлицкий, Франтишек Габрыль). Это течение стало основным в возникшем в 1918 году Люблинском католическом университете.

### С начала века до 1918

#### Модернизм
К концу XIX века позитивизм перестал быть доминирующим направлением в культуре, уступая место антипозитивизму, называемому также такими терминами, как «модернизм» или «молодая Польша». Философия этого периода тесно связана с литературой. Большое количество произведений писателей и идеологов этого времени имеет философское содержание (Игнаций Мотушевский, Антоний Ланге, Станислав Пшибышевский, Зенон Пшесмыцкий, Тадеуш Мичинский). Особую роль в их трудах играет рефлексия над эстетикой и философией культуры. Эти авторы черпали вдохновение из романтизма, философии Фридриха Ницше, идеализма, декадентства и философии жизни.
Станислав Бжозовский был одним из самых масштабных деятелей эпохи, как с точки зрения личности, так и с точки зрения литературной. Он оставил обширное и разнообразное наследие. Его философия имела динамический и активистический характер. Центральное место в его философии занимают понятия жизни, поступка и работы (философия поздних его произведений называется также философией труда, или работы (по-польски filozofia pracy)). Бжозовский критически переосмыслял польскую интеллектуальную традицию и современные ему литературные и философские течения. Его мысль развивалась от критики позитивизма и натурализма к марксизму и социализму.
От модернизма «Молодой Польши» следует отделять религиозный модернизм, философское течение в рамках католицизма, представителем которого был Мариан Здзеховский.

#### Неомессианизм
На стыке XIX и XX веков происходит возвращение интереса к мессианизму. Попытка объединить в одну систему разные его вариации получает название «неомессианизм». В этом течении происходит перемена в понятии того, что есть народ — раньше считалось, что это исторически сложившееся этническое сообщество людей, а теперь считается, что объединяющим фактором является религия. Католицизм признан основой польской национальной идентичности, а миссия Польши, по мнению представителей этого течения, состоит в сохранении веры между двумя враждебными странами — протестантской Германии и православной России. Главными представителями были Войцех Дзедушицкий, Станислав Щепановский, Людвик Посадзы, Антоний Холоневский и Винценты Лютославский. Лютославский был одним из немногих польских философов, известных за пределами Польши. Он дружил с Уильямом Джеймсом и Анри Бергсоном. Широкое признание получили его труды о Платоне, в особенности попытка установления хронологии его «Диалогов» при помощи метода стилометрии.

#### Социализм и марксизм
К концу XIX — началу XX века значение получили социализм и марксизм — как политическое движение, так и направление в общественных науках и философии. Выделяются два типа социализма: социализм независимости — соединение лозунгов улучшения положения угнетаемых классов с патриотизмом и объявлением независимости страны (представители этого направления — Болеслав Лимановский и Казимеж Келлес-Крауз); и интернационал-социализм (Юлиан Мархлевский и Роза Люксембург) — согласно ему, национальная идентичность вторична по отношению к классовой принадлежности, и победа в классовой борьбе важнее, чем в национально-освободительной войне. Учение Розы Люксембург (люксембургианство) составляет важную часть развития философии марксизма.
Многие социалисты и марксисты имели взгляды, несколько отличающиеся от канонической версии этих учений, или взгляды, включающие в себя элементы других учений (например, позитивизма), а многие вдохновлялись только марксизмом и отходили от него в определённые моменты жизни. Такими были Людвик Крживицкий и Эдуард Юзеф Абрамовский. Автором, который в определённой степени вдохновлялся марксизмом, однако никогда не принадлежал к этому течению и создал собственную оригинальную «философию труда», был вышеупомянутый Станислав Бжозовский.

#### Деятельность Казимира Твардовского
В 1895 году в Львовском университете профессором философии стал получивший образование в Вене Казимир Твардовский. Он был выдающимся преподавателем, исследователем и распространителем философского знания в университете. Благодаря ему в 1911 году началось издание философского журнала «Рух филозофичны» (Ruch Filozoficzny, рус. Философское Движение) и начали собираться всепольские философские съезды (1923, 1927, 1936). Также он принимал участие в создании Польского философского общества (Львов, 1904). Но прежде всего Казимир Твардовский известен тем, что научил философии несколько поколений студентов и собрал вокруг себя группу философов, которую позже стали рассматривать как философскую школу. После восстановления независимости страны в 1918 году часть этой группы переехала в Варшаву, и вся группа получила название «львовско-варшавская школа».
К первому поколению учеников Твардовского принадлежат Ян Лукасевич (логик) и Владислав Витвицкий (психолог и переводчик трудов Платона). Позже к школе присоединились Казимеж Айдукевич, Тадеуш Тшежовский, Тадеуш Котарбинский, Зигмунт Завирский. Растущая слава школы привлекла к ней Станислава Лесневского и Владислава Татаркевича. К ученикам Твардовского также примыкали несколько украинских философов, важных для развития украиноязычной философской традиции — Степан Балей, Яким Ярема, Гавриил Костельник, Степан Тудор, Илларион Свенчицкий.
Твардовский считался учеником Франца Брентано. Он продолжал его программу «онаучивания» философии, прежде всего в области применения к философии научных методов, таких как чёткое формулирование проблемы и применение логических рассуждений. Наука, которая могла больше всего дать философии — психология. Следствием такого подхода было прекращение занятия проблемами традиционной метафизики. Твардовский занимался также проблемами эпистемологии. Многие его ученики занимались проблемами формальной логики, и это принесло школе международную славу.

### 1918—1945
Восстановление независимости в 1918 году позволило свободно развиваться философии на польском языке, а также академическому её преподаванию. К уже выходящим журналам «Ruch Filozoficzny» и «Przegląd Filozoficzny» добавляются следующие: «Kwartalnik Filozoficzny» (1922) и издаваемый на языках проводимых конференций «Studia Philosophica» (1935).
Львовско-варшавская школа
Когда после восстановления независимости в больших городах начали организовывать высшее образование, ученики Казимежа Твардовского трудоустроились во всех университетах (кроме Люблинского Католического Университета). Особенно сильную позицию они получили в Варшавском университете, а львовскую школу с 1930-х годов стали называть львовско-варшавской. Представители школы работали также в Кракове и Вильне (Тадеуш Тшежовский).
В Варшавском университете сформировалась польская математическая школа, которая в соответствии с программой Янишевского сосредоточила свои исследования на новых вопросах математики. Одними из таких вопросов были математическая логика и основы математики. Из Львова в Варшаву прибыли Станислав Лесьневский и Ян Лукасевич. Вместе с ними первое поколение варшавских логиков составляли Вацлав Серпинский, Стефан Мазуркевич и Казимеж Куратовский. Они выучили многих студентов, среди которых наиболее известным был Альфред Тарский, создатель семантической теории правды. Среди достижений этого объединения — работы по формализации логических систем (польская запись, она же запись Лукасевича), многозначной логики и теорий правды.
В Варшавском университете начал работу также и другой ученик Твардовского, Тадеуш Котарбинский, который сформулировал основы реизма — новаторской онтологической концепции, а также праксеологии (в более развитом виде представленной лишь после войны). Котарбинский собрал вокруг себя группу учеников (Мария и Станислав Оссовские, Мечислав Валлис, Эдвард Познаньский). Интересы этой группы были весьма разнообразны — от методологии наук и семантики до эстетики. Обе группы оставались в контакте друг с другом, одновременно отражая зарождающееся разделение на формальную логику и методологию наук и семантику и семиотику.
Твардовский и Айдукевич продолжали свою деятельность во Львове. К следующему поколению учеников Твардовского относились Изидора Домбска, Мария Кокошиньска и Хенрик Мельберг. Айдукевич был автором важных работ в области эпистемологии (логистический антииррационализм, радикальный конвенционализм и семантическая эпистемология) и методологии наук (классификация рассуждений и выводов).
По мнению Яна Воленьского, школа прекратила своё существование из-за Второй мировой войны. Твардовский и Лесьневский умерли незадолго до начала войны, а Завирский и Витвицкий вскоре после её окончания. Многие представители школы погибли во время войны или эмигрировали. Новая политическая ситуация после 1945 года привела к тому, что школа оказалась расформирована, несмотря на то, что многие участники школы продолжали деятельность. В свою очередь, Яцек Бадацкий считает, что в 1940—1960 годах школа пережила расформирование и деструкцию, чтобы возродиться при ослаблении политических репрессий в лице нового поколения философов.
Львовско-варшавская школа оказала значительное влияние не только на развитие философии в Польше, но и на развитие мировой философии. Через Тарского варшавские философы установили контакты с Венским кружком. В 1933 году Варшаву с шестинедельным визитом посетил Виллард ван Орман Куайн, он слушал лекции и дискутировал с Тарским, Лесьневским, Лукасевичем и другими представителями школы. Благодаря его стараниям, незадолго до войны Тарский выехал в США и начал международную карьеру. Война привела к эмиграции многих участников школы, вследствие чего её идеи оказались включены в философские традиции других стран. Наибольшее международное признание получили достижения в области логики. Влияние идей Твардовского можно найти у Алексиуса Майнонга и Эдмунда Гуссерля. Краковские представители школы (Юзеф Мария Бохеньский и Ян Саламуха) сделали свой вклад в развитие неосхоластики, хоть и впоследствии аналитическое течение в схоластике не развивалось. Школа сыграла ключевую роль в формировании польской интеллектуальной культуры. Под её влиянием получали образование целые поколения философов, из её круга вышли многие интеллектуалы. Учебники Котарбинского («Элементы теории познания, формальной логики и методологии наук», Elementy teorii poznania, logiki formalnej i metodologii nauk), Татаркевича («История философии», Historia filozofii), Айдукевича («Проблемы и направления философии», Zagadnienia i kierunki filozofii, «Прагматическая логика», Logika pragmatyczna), Витвицкого («Психология», Psychologia) вместе с его переводами диалогов Платона долго были основой образования польских гуманистов.

## Историография польской философии
Начало историографии польской философии было положено во второй половине XVIII века, когда такие авторы, как Гуго Коллонтай, Адам Станислав Нарушевич и Ян Снядецкий в рамках расширенной программы просвещенческих реформ польской культуры обратили внимание на то, что необходимы исследования истории польской философии. Систематические исследования в этой сфере, однако, начались лишь в XIX веке, первоначально в рамках истории литературы и истории образования.
Неоднократно упоминает о философских трудах Михаил Вишневский в своей «Истории польской литературы» (Historia literatury polskiej, издана в 1840—1866). Также упоминания о философских произведениях есть у Феликса Яронского, Яна Майоркевича, Кароля Либельта и Доминика Шульца. Полная история философии была впервые написана Франтишеком Крупиньским и в качестве отдельной главы была добавлена к польскому переводу «Истории философии» Альберта Швеглера (польское издание в 1863). Автором, проводившим многолетние исследования истории польской философии, был Хенрик Струве.

## Современная польская философия
С восстановлением независимости в 1918 году в Польше наблюдается расцвет философии. Получают распространение логический позитивизм львовско-варшавской школы (Казимеж Айдукевич, Станислав Лесьневский, Ян Лукасевич, Альфред Тарский) и феноменология (Роман Ингарден). После Второй мировой войны Польша попадает в сферу влияния СССР и в ответ на идеологическую экспансию марксизма (Франц Якубовский) получает распространение неотомизм (Юзеф Мария Бохеньский, Кароль Войтыла). В философии Лешека Колаковского сочетаются идеи неортодоксального марксизма и феноменологии. К Лешеку Колаковскому близок философ-марксист Адам Шафф.
К марксистской традиции принадлежал Тадеуш Мацей Ярошевский специалист по философской антропологии. Традиции Львовско-варшавской школы продолжает Ян Воленьский.
Широкую известность получили историко-философские работы Яна Леговича. Польский философ культуры, историк философии и атеизма Анджей Новицкий (1919—2011) разработал философскую систему, названную им «эргантопийно-инконтрологичной системой философии встреч в вещах».